# Chuquisacatapakul
Chuquisacatapakul (Scytalopus zimmeri) är en fågel i familjen tapakuler inom ordningen tättingar.

## Utbredning och systematik
Fågeln förekommer i Anderna i södra Bolivia (Chuquisaca och Tarija) samt i nordvästra Argentina (Jujuy och Salta). Den behandlas som monotypisk, det vill säga att den inte delas in i några underarter.

## Status
IUCN kategoriserar arten som livskraftig.